# Americahal

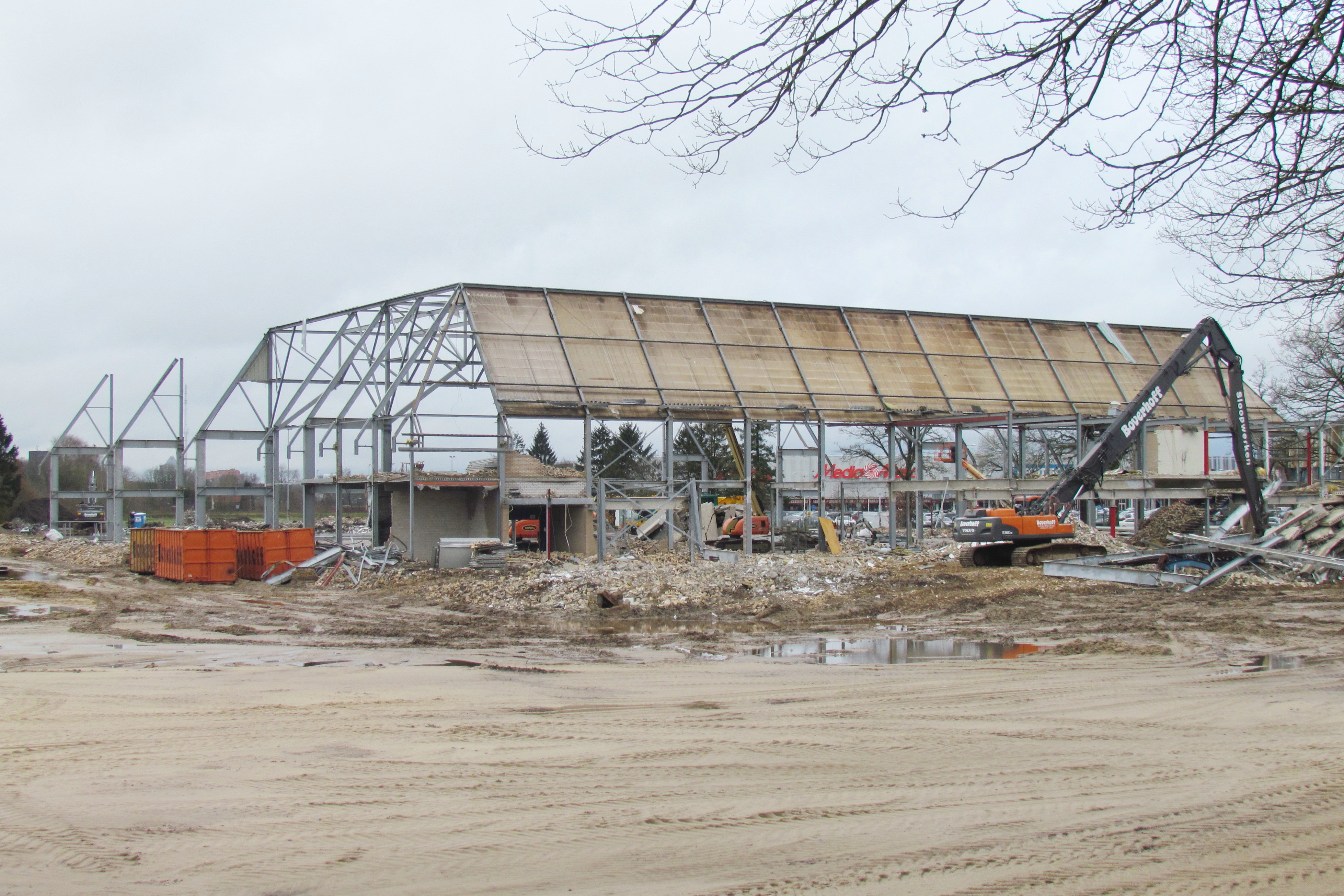
Tijdens de sloop

De Americahal was een evenementenhal en zalencentrum in de Nederlandse stad Apeldoorn. De accommodatie werd oorspronkelijk 'Erica Apeldoorn' of 'Ericahal' genoemd, naar de weg waaraan hij was gelegen: de Laan van Erica in Apeldoorn Oost. Dat verklaart waarom de naam met een 'c' werd geschreven.

## Geschiedenis
Het gebouw werd voltooid in 1987 en was ontworpen door het Apeldoornse architectenbureau J. van der Weerd. In de Ericahal werden diverse evenementen georganiseerd. Zo vonden er verschillende internationale volleybalwedstrijden plaats. Ook vonden er congressen plaats, bijvoorbeeld van het Gereformeerd Politiek Verbond. Voor muzikale evenementen werd de Ericahal ook gebruikt; zo waren concerten van onder meer de Everly Brothers en Status Quo, en werd het Goud van Oud-festival van Veronica er gehouden.
In 1989, na een faillissement van de eerste eigenaar, werd het gebouw omgedoopt tot Americahal. Een naamswijziging was nodig omdat er een klacht was gekomen van hotel 'Erica' in Berg en Dal. Eigenaar Bram van der Weide had daarop eind 1988 een prijsvraag uitgeschreven, waarbij TNO-medewerker Piet Beckers de winnende naam bedacht. In de daaropvolgende jaren wisselde het gebouw diverse malen van eigenaar, waaronder de gemeente Apeldoorn, en kwam sloop een aantal malen ter sprake, maar daar kwam het telkens niet van. In 2008 kreeg de hal een grote buur in de vorm van Omnisport Apeldoorn, een sport- en evenementenhal die op 200 meter ervandaan is gebouwd en aanzienlijk groter is. In mei 2011 werd Libéma exploitant van de Americahal. Omnisport was overigens al eerder dan de Americahal in beheer bij Libéma, en de accommodaties maakten al gebruik van elkaars diensten.
In september 2015, te midden van de Europese vluchtelingencrisis, fungeerde het complex als noodopvanglocatie voor enkele honderden vluchtelingen.
In oktober van dat jaar kwamen berichten naar buiten dat bouwmarkt annex tuincentrum Hornbach zijn oog had laten vallen op het terrein van de Americahal en daarover in onderhandeling was met de gemeente Apeldoorn. De komst van Hornbach zou inhouden dat de hal gesloopt zou gaan worden. In de zomer van 2016 werd duidelijk dat Apeldoorn ten gunste van Hornbach had beslist. Op 10 december 2017 was de laatste activiteit in de hal en de Americahal sloot officieel op 31 december 2017. Aanvankelijk was het de bedoeling dat de hal in 2018 zou worden gesloopt, echter als gevolg van juridische procedures rondom de nieuwe bestemming werd de planning verlegd naar 2019. In juli 2019 meldde de gemeente Apeldoorn dat de hal bij de sloop niet vernietigd maar voor 98% hergebruikt zou worden en in Zwolle weer opgebouwd ging worden door en ten behoeve van het sloopbedrijf. Na de zomer van dat jaar werd een begin gemaakt met de sloop van het complex. In maart 2020 was de hal verdwenen.

## Gebruik en bereikbaarheid
De Americahal werd gebruikt voor beurzen, concerten, allerhande sport-, bedrijfs- en publieksevenementen en kermissen. Zo werd hier ieder jaar in de herfst de Postex gehouden, een grote postzegelbeurs annex -tentoonstelling. De traditionele vlooienmarkten die vanaf de beginjaren in de hal werden gehouden, zijn er tot het eind gebleven. Het haloppervlak (exclusief bijruimten zoals de foyer) was circa 4200 m² (78 × 54 m), wat (bijvoorbeeld bij concerten) maximaal 5000 staanplaatsen of 3500 zitplaatsen bood. Daarenboven had de hal een bovenetage met een vide en een aantal zalen met een totale vloeroppervlakte van 535 m².
De hal lag op 500 meter van de Zutphensestraat, die in directe verbinding staat met de snelweg A50. De hoofdingang van de Americahal lag op 200 meter afstand van het in 2006 geopende station Apeldoorn De Maten.